# Зніт рожевий
Зніт рожевий (Epilobium roseum) — вид квіткових рослин родини онагрові (Onagraceae).

## Морфологічний опис
Стебла 20–70 см заввишки, поодинокі, рідше в числі 2–3, гіллясті, коротко запушені, у верхній частині із залозистим запушенням, з 2–4 піднесеними листовими лініями, біля основи розвиваються до осені розетки невеликого (1–1,5 см) листя. Листя 3–8 см завдовжки, 1–2.5 см шириною, супротивні, еліптичні або яйцювато-ланцетні, з різко видатними жилками, з підвернутим густо-волосистим краєм, нерівномірно пилчасто-зубчасті, до основи клиноподібно звужені, на верхівці коротко загострені або тупі, з черешками 8–12 мм, зазвичай голі, лише по жилках волосисті.
Квітки утворюються в пазухах верхніх листків на стеблі і гілках. Квіткові бруньки округлі з загостренням. Чашечки дзвоникоподібні, глибоко надрізані, чашолистки яйцеподібно-ланцетні, довго загострені, 4–5 мм завдовжки, 1–2 мм шириною, густо вкриті притиснутими серпоподібними волосками. Пелюстки 5–7 мм завдовжки, білуваті або рожеві, на 1/3 видаються з чашечки, приймочка стовпчика маточки головчато-булавоподібна, злегка 4-роздільна, стовпчик довший за тичинки.
Коробочки 5–7 см завдовжки, сіруваті від густих притиснутих волосків і віддалених залозистих. Насіння 1–1.1 мм, обернено-яйцюваті, з пучком білих волосків, покриті сосочками.

## Місцепроживання
Росте по берегах струмків, у старицях, протоках, заболочених берегах і луках. Рослина широко поширена у Європі, Середземномор'ї, Казахстані, європейській частині Росії та у Сибіру.

## Підвиди
- E. r. consimile
- E. r. roseum
- E. r. subsessile